# Ron Johnson (baloncestista)
Ronald F. "Ron" Johnson (New Prague, Minnesota, 20 de julio de 1938-St. Cloud, Minnesota, 1 de febrero de 2015) fue un baloncestista estadounidense que disputó una temporada en la NBA. Con 2,03 metros de estatura, lo hacía en la posición de alero.

## Trayectoria deportiva

### Universidad
Jugó durante tres temporadas con los Golden Gophers de la Universidad de Minnesota, donde promedió 19,6 puntos y 12,1 rebotes por partido. En 1959 fue incluido en el tercer quinteto All-American.

### Profesional
Fue elegido en la decimosegunda posición del Draft de la NBA de 1960 por Detroit Pistons, donde jugó únicamente 6 partidos, en los que promedió 5,2 puntos y 2,3 rebotes por partido, antes de ser traspasado a Los Angeles Lakers. En el equipo californiano no tuvo la confianza de su entrenador, Fred Schaus, saltando al terreno de juego en 8 partidos, en los que solo pudo anotar 6 puntos.

## Estadísticas de su carrera en la NBA

### Temporada regular
| Temporada | Edad | Equipo             | Liga | P  | TIT | MIN | TC  | TCA | %TC  | 3P | 3PA | %3P | TL  | TLA | %TL  | R.OF. | R.DEF. | REB | ASIS | ROB | TAP | PER | FP  | PTS |
| 1960-61   | 22   | TOTAL              | NBA  | 14 |     | 6.6 | 0.9 | 3.1 | .302 |    |     |     | 0.8 | 1.2 | .647 |       |        | 2.1 | 0.1  |     |     |     | 0.7 | 2.6 |
| 1960-61   | 22   | Detroit Pistons    | NBA  | 6  |     | 8.2 | 1.8 | 5.0 | .367 |    |     |     | 1.5 | 2.3 | .643 |       |        | 2.3 | 0.2  |     |     |     | 1.0 | 5.2 |
| 1960-61   | 22   | Los Angeles Lakers | NBA  | 8  |     | 5.4 | 0.3 | 1.6 | .154 |    |     |     | 0.3 | 0.4 | .667 |       |        | 1.9 | 0.1  |     |     |     | 0.5 | 0.8 |
| Total     |      |                    | NBA  | 14 |     | 6.6 | 0.9 | 3.1 | .302 |    |     |     | 0.8 | 1.2 | .647 |       |        | 2.1 | 0.1  |     |     |     | 0.7 | 2.6 |